# Acromantis formosana
Acromantis formosana es una especie de mantis de la familia Hymenopodidae.

## Distribución geográfica
Se encuentra en Taiwán.